# Eerste Helmersstraat 263-269
Eerst Helmersstraat 263-269 te Amsterdam is een gebouw in Amsterdam Oud-West.
Het grotendeels symmetrisch gebouw werd rond 1910 gebouwd voor gereformeerd onderwijs naar een ontwerp van Huibertus Bonda. De scholing werd in oktober 1910 al gestart vanuit de privéwoning Eerste Helmersstraat 138 in de verwachting dat het schoolgebouw in het voorjaar van 1911 in gebruik kon worden genomen. Er was toen één onderwijzer en één onderwijzeres voor deze christelijke MULO. Het gebouw, inderdaad geopend in april 1911, omvatte niet alleen de normale klaslokalen maar ook een lokaal voor fröbelonderwijs, gymnastiek, natuurkunde en tekenen. In deze drukke buurt werd tevens een speelplaats aangelegd. De Savornin Lomanschool (ook wel School van Ackers, de hoofdonderwijzer) werd gebouwd naast een openbare school (Helmersschool op 271), maar had een bredere gevel (28 meter). Bonda, die zich hier liet inspireren door de stijl van Hendrik Petrus Berlage ontwierp een school rondom een centrale hal van waaruit een granieten trap naar de bovenlokalen leidde. Bonda had grote ramen geïmplementeerd waardoor het interieur licht bleef. In de ramen van het trappenhuis was voor kleuring glas-in-lood toegepast. Het gebouw kent drie bouwlagen met zolderetage onder de kap. Tussen beide gebouwen staat de smalle directeurswoning van de De Savornin Lohmanschool met een erker waarop kleine balkonnetjes, beide door consoles gedragen.
De school begon met 75 leerlingen, in 1935 waren dat er 380. Twee ingebouwde bovenwoningen moesten omgebouwd worden tot klaslokalen.
De school hield het minstens tot in de jaren tachtig vol. Ze werd omgebouwd tot kinderopvang, buitenschoolse opvang (BSO) en bedrijvencentrum. De naam van school, het type onderwijs en de naam van de architect staan ook in 2021 nog vermeld in de tegeltableaus. Ten westen van dit gebouw staat nog een voormalig schoolgebouw: Eerste Helmersstraat 271 van de Helmersschool.
Amsterdam legde tussen 1956 en 1958 de De Savornin Lohmanstraat aan, die ligt in Amsterdam Nieuw-West, meer dan 4 kilometer van de school. 

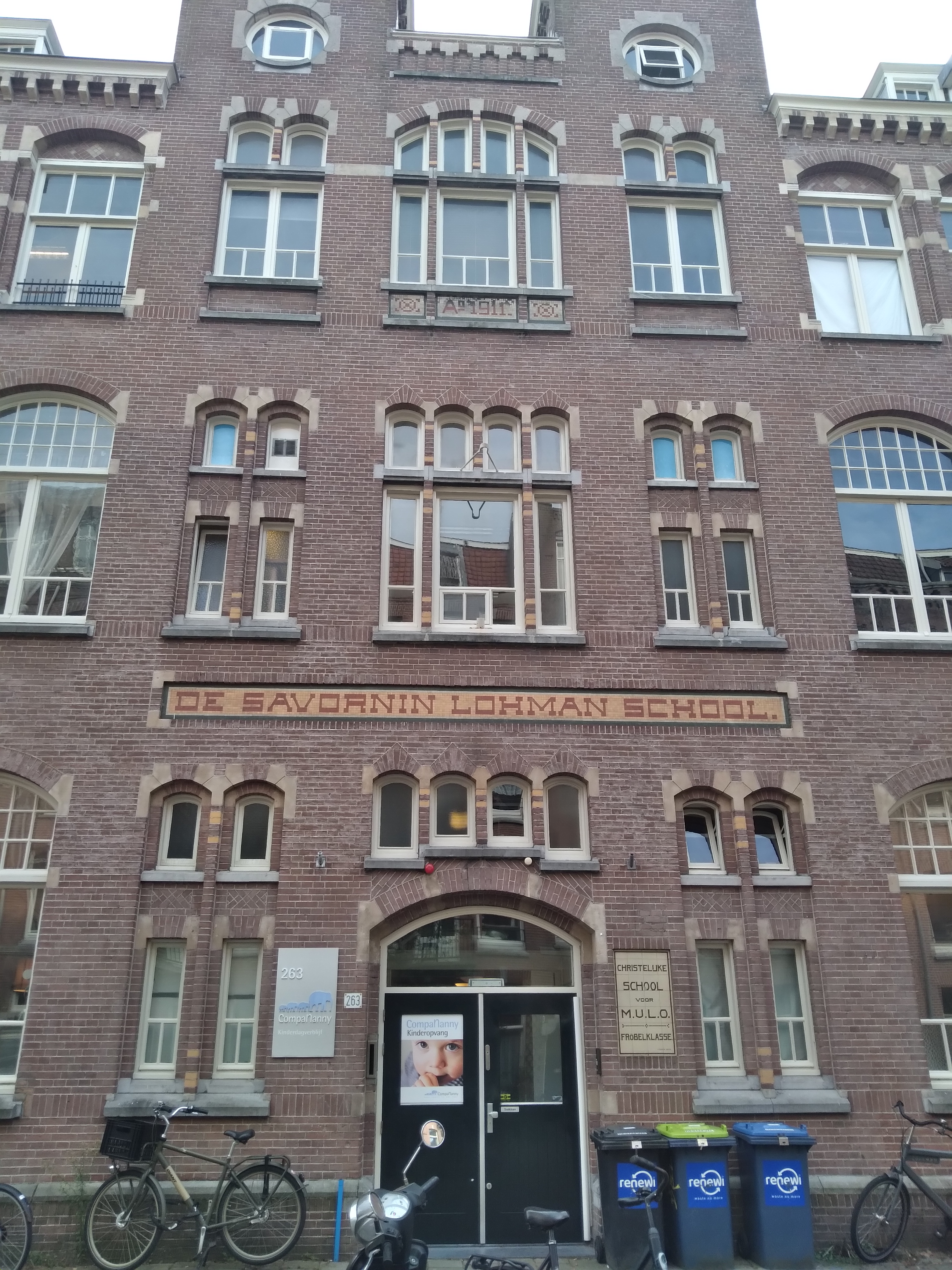
Twee tegeltableaus (september 2021)

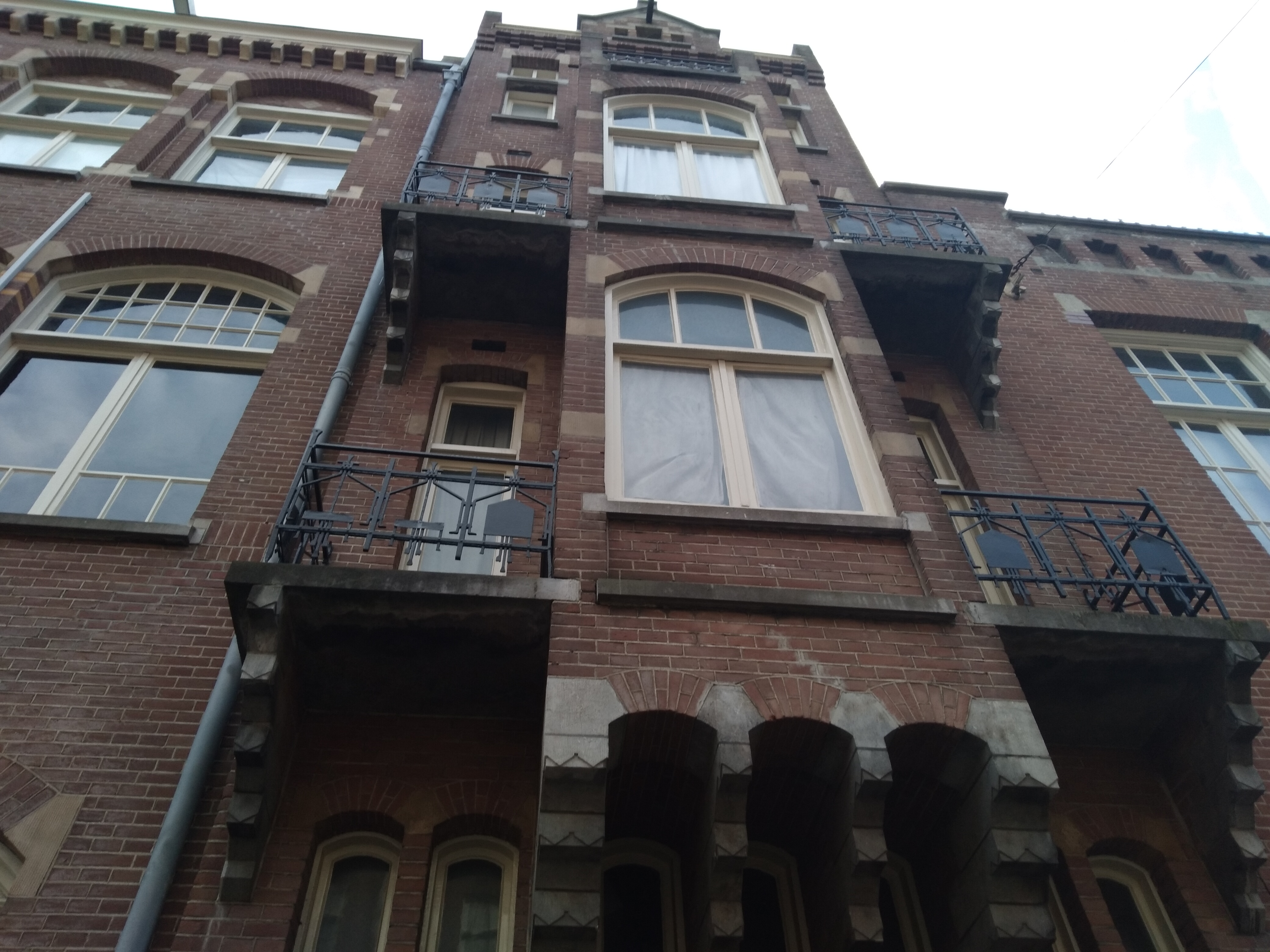
directeurswoning (september 2021)